# オーストラリア楯状地
座標: 南緯26度00分00秒 東経129度00分00秒 / 南緯26.00007744度 東経129.00005163度

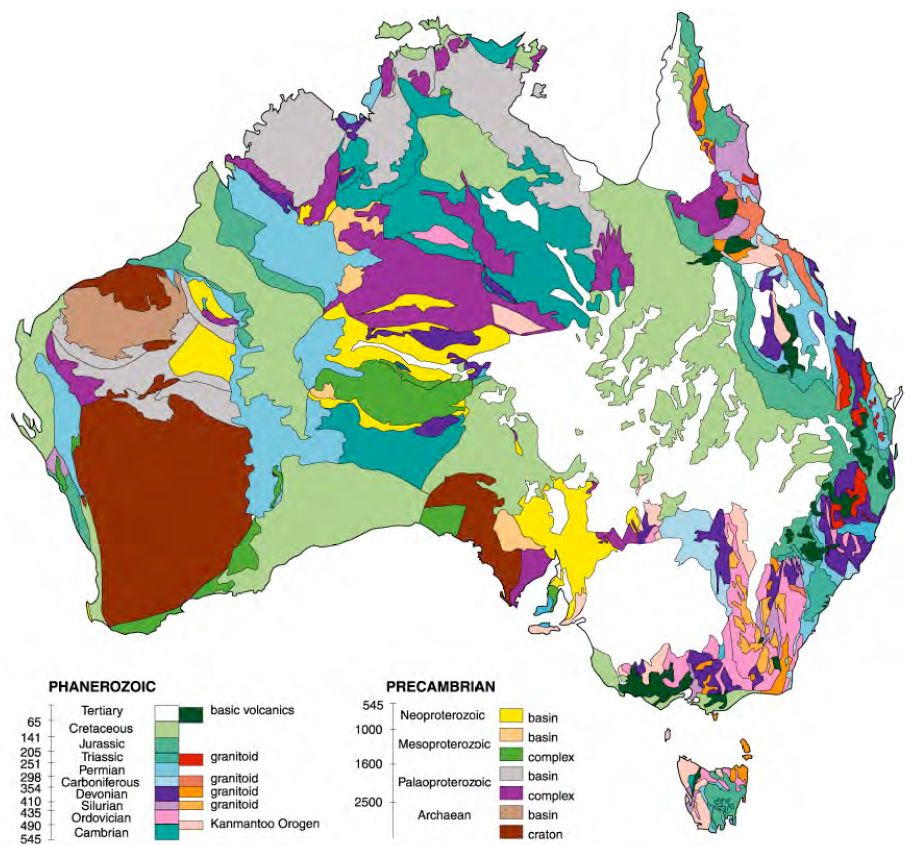
オーストラリアの基本的な地質学的地域、年代別。

オーストラリア楯状地は、西オーストラリア楯状地または西部高原とも呼ばれ、オーストラリア大陸の半分以上を占めている。楯状地という言葉は、冷えて固まった古代の溶岩を指すために使われる。オーストラリア楯状地の深度は4.5kmで推定年代は28億から35億年前 。より年代の若い堆積岩が楯状地の先カンブリア時代の表面を覆っている。

## 範囲
この楯状地が位置するのはオーストラリア西部で、大きく見ると、北はアーネムランド東岸もしくはカーペンタリア湾から、南は南オーストラリア州のエア半島まで、ほぼまっすぐ南北に走る線の西側にあたる。内陸部ではシンプソン砂漠の西側。平均標高は305 and 460メートル (1,001 and 1,509 ft)。楯状地は、2つのクラトン（北部のピルバラクラトンと南西部のイルガーン・クラトン）を含む、いくつかの異なる断層地塊に分かれる。この2つのクラトンは、楯状地の最も古い部分であり、どちらも年代は23億年以上前である。これらのブロックのいくつかは隆起して高地を形成している。またいくつかは陥没して低地や盆地を形成してる。低地には、グレートサンディ砂漠、ギブソン砂漠、グレートビクトリア砂漠、ナラボー平原があり、それぞれ楯状地の北西部、中央部、南部、南東部にある。ナラボー（語源はラテン語のnulla＋arborで「無木」の意）は乾燥した事実上無人の石灰岩高原である。西オーストラリア楯状地とグレートディヴァイディング山脈（大分水嶺山脈）の間はグレートアーテジアン盆地（大鑽井盆地）になっている。
高地には、西オーストラリアでは、西部と北西部の沿岸地域のハマーズリー山脈とキンバリー山脈、そして南西端のパースから内陸のダーリング崖が含まれる。マクドネル山脈はノーザンテリトリーの南部にあり、スチュアート山脈とマスグレーヴ山脈は南オーストラリア州の北部にある。楯状地のいくつかの地域では、浸食と風化で形成されたメサやビュートと呼ばれる孤立して切り立った岩場が見られる。たとえば西オーストラリアのキンバリー地域とピルバラ地域、ノーザンテリトリーであればアーネムランドなどで見られる。